# Опсерваторија
Опсерваторија је посматрачка станица која прати неку од појава. Научне дисциплине као астрономија, метеорологија, сеизмологија, климатологија, геомагнетизам, вулканологија, океанографија... користе специфичне инструменте којима се врше посматрања. Опсерваторије могу бити привремене или сталне, затим висинске, народне ..., што зависи од потреба, средстава и локације на којој се налазе. Градови који имају опсерваторије користе натријумне сијалице јер натријумне сијалице имају мање светлосно загађење од метал-халогених сијалица које утиче на видљивост звезда.

## Астрономске опсерваторије
Астрономске опсерваторије су углавном подељене у четири категорије: свемирске, ваздушне, земаљске и подземне.

### Земаљске опсерваторије
Земаљске опсерваторије, које се налазе на површини Земље, користе се за посматрање радио и видљивих делова електромагнетног спектра. Већина оптичких телескопа смештена је унутар куполе или сличне структуре, како би се заштитили осетљиви инструменти од елемената околине. Куполе телескопа имају прорез или други отвор на крову који се може отворити током посматрања, а затворити када се телескоп не користи. У већини случајева, цео горњи део куполе телескопа се може ротирати како би се омогућило инструменту да посматра различите делове ноћног неба. Радио телескопи обично немају куполе.
За оптичке телескопе, већина земаљских опсерваторија се налази далеко од главних урбаних центара, како би се избегли ефекти светлосног загађења. Идеалне локације за модерне опсерваторије су локације које имају тамно небо, велики проценат ведрих ноћи годишње, сув ваздух и налазе се на великим надморским висинама. На великим надморским висинама, Земљина атмосфера је тања, чиме се минимизирају ефекти атмосферских турбуленција и то резултира бољим астрономском „видљивошћу“. Локације које испуњавају горе наведене критеријуме за модерне опсерваторије укључују југозападне Сједињене Државе, Хаваје, Канарска острва, Анде и високе планине у Мексику као што је Сијера Негра. Главне оптичке опсерваторије укључују опсерваторију Мауна Кеа и Националну опсерваторију Кит Пик у САД, опсерваторију Роке де лос Мучачос у Шпанији и опсерваторију Паранал и интерамеричку опсерваторију Черо Тололо у Чилеу.
Једна специфична истраживачка студија спроведена 2009. године показује да је најбоља могућа локација за земаљску опсерваторију на Земљи Гребен А — место у централном делу источног Антарктика. Ова локација пружа најмање атмосферских поремећаја и најбољу видљивост.

#### Радио опсерваторије
Почевши од 1930-их, радио телескопи су направљени за употребу у области радио астрономије за посматрање свемира у радио делу електромагнетног спектра. Такав инструмент, или збирка инструмената, са пратећим објектима као што су контролни центри, смештај за посетиоце, центри за редукцију података и/или објекти за одржавање називају се радио опсерваторије. Радио опсерваторије су на сличан начин лоциране далеко од главних насељених центара како би се избегле електромагнетне сметње (EMI) од радија, ТВ-а, радара и других уређаја који емитују EMI, али за разлику од оптичких опсерваторија, радио опсерваторије се могу поставити у долине ради даље заштите од EMI. Неке од највећих светских радио опсерваторија укључују VLA телескоп у Новом Мексику, Сједињене Државе, Јодрел Банк у Великој Британији, Арекибо у Порторику, Паркес у Новом Јужном Велсу, Аустралија, и Чајнантор у Чилеу.

#### Највише астрономске опсерваторије
Од средине 20. века изграђен је низ астрономских опсерваторија на веома великим висинама, изнад 4000–5000 m. Највећа и најистакнутија од њих је опсерваторија Мауна Кеа, која се налази близу врха вулкана високог 4.205 m (13.796 ft) на Хавајима. Астрофизичка опсерваторија Чакалтаја у Боливији, на 5.230 m (17.160 ft), била је највиша стална астрономска опсерваторија на свету од времена њене изградње током 1940-их до 2009. Сада ју је надмашила нова Опсерваторија Атакама Универзитета у Токију, оптички инфрацрвени телескоп на удаљеном врху планине од 5.640 m (18.500 ft) у пустињи Атакама у Чилеу

### Свемирске опсерваторије
Свемирске опсерваторије су телескопи или други инструменти који се налазе у свемиру, многи у орбити око Земље. Свемирски телескопи се могу користити за посматрање астрономских објеката на таласним дужинама електромагнетног спектра који не могу да продру у Земљину атмосферу и стога их је немогуће посматрати коришћењем земаљских телескопа. Земљина атмосфера је непрозирна за ултраљубичасто зрачење, рендгенске и гама зраке и делимично је непрозирна за инфрацрвено зрачење, тако да се посматрања у овим деловима електромагнетног спектра најбоље обављају са локације изнад атмосфере наше планете. Још једна предност свемирских телескопа је у томе што су, због њихове локације изнад Земљине атмосфере, њихове слике ослобођене ефеката атмосферских турбуленција које погађају посматрања са земље. Као резултат тога, угаона резолуција свемирских телескопа као што је Хубл свемирски телескоп је често много мања од земаљског телескопа са сличним отвором бленде. Међутим, све ове предности долазе са ценом. Свемирски телескопи су много скупљи за изградњу од земаљских телескопа. Због своје локације, свемирске телескопе је такође изузетно тешко одржавати. Свемирски телескоп Хабл је сервисиран помоћу Спејс шатла, док многи други свемирски телескопи уопште не могу да се сервисирају.

## Вулканске опсерваторије
Вулканскa опсерваторијa је институција која спроводи мониторинг вулкана као и истраживања у циљу разумевања потенцијалних утицаја активног вулканизма. Међу најпознатијима су Хавајска вулканска опсерваторија и Везувска опсерваторија. Мобилне опсерваторије за вулкане постоје уз USGS VDAP (Програм помоћи у случају вулканске катастрофе), које се могу распоредити на захтев. Свака вулканска опсерваторија има географску зону одговорности којој је додељена при чему је опсерваторија задужена да шири прогнозе активности, анализира потенцијалне претње вулканске активности и сарађује са заједницама у припреми за ерупцију вулкана.